# Habte Jifar
Habte Jifar (* 29. Januar 1976 in Ambo) ist ein äthiopischer Langstreckenläufer.
Insgesamt fünfmal gewann er mit der äthiopischen Mannschaft bei den Crosslauf-Weltmeisterschaften eine Medaille: Bronze 1996 und 1997, Silber 1998, 1999 und 2002. Seine beste Einzelplatzierung war ein neunter Rang 1999.
Bei den Panafrikanischen Spielen gewann er 1995 Silber über 5000 m sowie 10.000 m und 1999 Bronze über 10.000 m. Bei den Leichtathletik-Weltmeisterschaften wurde er über 10.000 m 1997 in Athen Siebter, 1999 in Sevilla Sechster und 2001 in Edmonton Neunter.
Danach begann er eine Karriere als Marathonläufer. 2004 wurde er Dritter beim Leipzig-Marathon, 2005 Siebter beim Hamburg-Marathon sowie Dritter beim Köln-Marathon und 2006 Fünfter beim Los-Angeles-Marathon. 

## Persönliche Bestzeiten
- 5000 m: 13:10,74 min,	1. August 1998, Hechtel
- 10.000 m: 27:06,45 min, 30. Mai 1999, Hengelo
- Halbmarathon: 1:03:22 h, 7. Oktober 2001,	Breda
- Marathon: 2:12:39 h, 19. März 2006, Los Angeles